# 신경무
신경무(1956년 3월 19일 ~ 2011년 2월 12일)는 대한민국의 시사 만화가이다. 조선일보의 시사만평 〈조선만평〉을 그렸으나, 2009년 12월 9일 백혈병 진단을 받고 투병 중에 2011년 2월 12일 급성감염으로 타계했다.

## 소개
어렸을 때부터 만화를 무척 좋아했다고 한다. 대학은 이공계를 선택했으며, 졸업 뒤 7년 동안 광장시장에서 아버지의 원단 장사를 하였다.
1988년 하계 올림픽 이후부터 신문에 만평을 투고하기 시작했고 이 때부터 명성을 얻기 시작하여 1992년에 부산경제신문에 정식으로 입사한다. 1996년 조선일보로 소속을 옮긴 뒤 동사(同社)의 만평을 맡았다.

## 논란
- 2001년 3월 31일 한겨레신문은 자사의 〈심층해부-언론권력〉 시리즈 기사에 대해 "조선일보와 신경무가 악의적 왜곡보도를 했다"라는 명예훼손 혐의로 서울지검에 이들을 고소했다.[2]
- 2002년 겨울올림픽에서 금메달을 박탈당한 김동성의 행동을 '태극기를 팽개치는 X'이라고 묘사, 논란을 빚었다.[3]
- 2009년 5월 25일자 만평은 검은 바탕에 국화 한 송이, 그리고 '노무현 전 대통령 서거, 고인의 명복을 빕니다'라는 문구가 실려 있는 내용이었는데, 네티즌들은 그의 만평을 '악어의 눈물' 등의 표현을 쓰면서 비난했다. 이유는 그가 노무현의 재임 기간동안 만평을 통해 그를 지속적으로 부정적으로 묘사해 왔기 때문이다.[4]

## 활동
- 〈독자의 편지〉, 동아일보: 삽화[5]
- 〈조선만평〉, 1996년 ~ 2011년
- 《김덕수 교수의 통쾌한 경제학》, 2001년, 한국경제신문: 삽화 담당

## 참고 문헌
- 황성혜 기자 (2008년 5월 20일). 《‘조선만평’ 신경무 화백의 24시》. 위클리조선.

1. ↑  “15년 동안 '조선만평'을 그려온 신경무 화백 별세”. 조선닷컴. 2011년 2월 12일. 2011년 2월 12일에 확인함.
2. ↑  정광섭 기자 (2001년 4월 2일). “본사 조선일보 방회장등 고소”. 한겨레.
3. ↑  고명섭 기자 (2002년 3월 20일). “중앙 '학력차별' 만평 비난 화살”. 한겨레.
4. ↑  서정표 기자 (2009년 6월 1일). “775호:뉴스따라잡기”. 용인신문. 2009년 6월 12일에 확인함.[깨진 링크(과거 내용 찾기)]
5. ↑  명시되어 있지 않음 (1992년 9월 9일). “동아꿈나무 장학금/신경무씨 1백만원”. 동아일보.